# Uno Ullvén
Uno Hjalmar Ullvén, född 17 oktober 1896 i Stockholm, död 22 september 1978 i Sollentuna, var en svensk kompositör, sångtextförfattare och musikförläggare. Han har varit verksam under ett flertal pseudonymer.